# Борщёвка (Кировский сельсовет)
Борщёвка (бел. Баршчоўка) — деревня в Кировском сельсовете Жлобинского района Гомельской области Беларуси.
Неподалёку залежи сырья для производства кирпича (0,7 млн м³).

## География

### Расположение
В 14 км на восток от Жлобина, в 8 км от железнодорожной станции Хальч (на линии Жлобин — Гомель), в 106 км от Гомеля.

## Гидрография
На юге мелиоративный канал, соединенный с рекой Ржавка (приток реки Днепр).

## Транспортная сеть
Транспортные связи по просёлочной, а затем автомобильной дороге Бобруйск — Гомель.

## История
Согласно письменным источникам известна с XIX века как хутор в Рогачёвском уезде Могилёвской губернии. В 1909 году 195 десятин земли, в Староруднянской волости.
Во время Великой Отечественной войны в декабре 1943 года каратели полностью сожгли деревню и убили 7 жителей. В декабре 1943 года в деревне размещался полевой госпиталь советских войск. 33 жителя погибли на фронтах. Согласно переписи 1959 года в составе совхоза «Бобовский» (центр — деревня Бобовка), кирпичный завод. Планировка состоит из короткой, прямолинейной, близкой к меридиональной ориентации улицы. Застройка деревянная, усадебного типа.
До 4 января 2002 года в составе Майского сельсовета.

## Население

### Численность
- 2004 год — 5 хозяйств, 9 жителей.

### Динамика
- 1897 год — 5 дворов, 40 жителей (согласно переписи).
- 1909 год — 8 дворов, 65 жителей.
- 1925 год — 21 двор.
- 1940 год — 28 дворов, 120 жителей.
- 1959 год — 81 житель (согласно переписи).
- 2004 год — 5 хозяйств, 9 жителей.